# Thamnobryum cataractarum
Thamnobryum cataractarum är en bladmossart som beskrevs av Hodgetts och Blockeel 1992. Thamnobryum cataractarum ingår i släktet rävsvansmossor, och familjen Neckeraceae. Inga underarter finns listade i Catalogue of Life.